# Cris de la Première Nation de Waskaganish
Pour les articles homonymes, voir Waskaganish.
Les Cris de la Première Nation de Waskaganish, dont le nom officiel est The Crees of Waskaganish First Nation en anglais, sont une bande indienne de la Première Nation des Cris du Québec au Canada. Ils habitent principalement dans la terre réservée crie de Waskaganish dans le Nord-du-Québec et possèdent également le village cri du même nom qui y est adjacent. En 2017, la bande a une population inscrite de 2 861 membres.

## Démographie
Les membres de la Première Nation de Waskaganish sont des Cris. En juin 2017, la bande avait une population inscrite totale de 2 861 membres dont 460 vivaient hors réserve. Selon le recensement de 2011 de Statistique Canada, l'âge médian de la population est de 23,8 ans.

## Géographie
La majorité des Cris de la Première Nation de Waskaganish vivent dans le village cri de Waskaganish ou dans la terre réservée crie du même nom qui l'entoure dans le Nord-du-Québec. Le village est sous juridiction provinciale tandis que la terre réservée est sous juridiction fédérale. Waskaganish est d'ailleurs le siège de la Première Nation. Les villes importantes situées les plus près sont Rouyn-Noranda et Val-d'Or.

## Langue
La langue des Cris est le cri. Selon le recensement de 2011 de Statistique Canada, sur une population totale de 2 205 personnes, 96,8% connaissent une langue autochtone. Plus précisément, 94,3% de la population ont une langue autochtone encore parlée et comprise en tant que langue maternelle et 95,5% parlent une langue autochtone à la maison. En ce qui a trait aux langues officielles, 26,3% de la population connaissent les deux, 66,2% connaissent seulement l'anglais et 7,5% en connaissent aucune.

## Gouvernement
Les Cris de la Première Nation de Waskaganish sont gouvernés par un conseil de bande élu. Ayant un mandat de 2015 à 2019, le chef de ce conseil est Darlene Cheechoo et le vice-chef est Thomas A. Hester. Le conseil comprend également neuf conseillers.